# Royal Hampshire Regiment

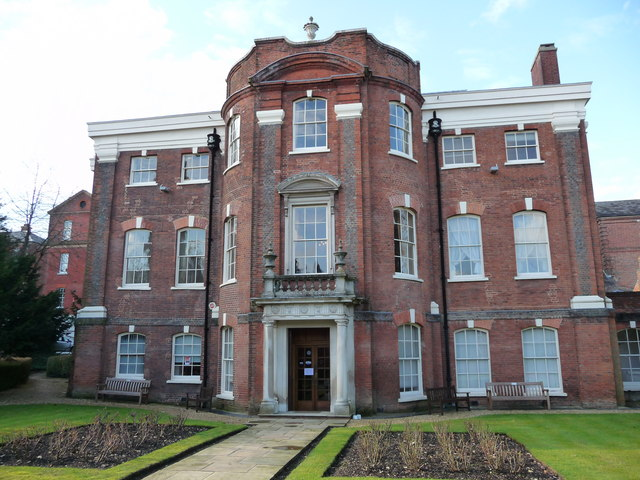
Musée du Royal Hampshire Regiment à Winchester.

L'Hampshire Regiment (« Régiment de l'Hampshire »), Royal Hampshire Regiment à partir de 1946, est un régiment d'infanterie de l'armée de terre britannique actif entre 1881 et 1992.
En 1992, il fusionne avec le Queen's Regiment (en) pour former le Princess of Wales's Royal Regiment.